# LiveArea
 (octobre 2019).
Si vous disposez d'ouvrages ou d'articles de référence ou si vous connaissez des sites web de qualité traitant du thème abordé ici, merci de compléter l'article en donnant les références utiles à sa vérifiabilité et en les liant à la section « Notes et références ».
LiveArea est le nom de l’interface graphique présente sur la PlayStation Vita. Elle succède au Cross Media Bar (ou XMB), qui a été à l'origine employé dans les menus du lecteur DVD de la PS2 et a évolué dans la PSX. Il avait été ensuite repris comme GUI dans la PlayStation Portable, la PlayStation 3 et les téléviseurs haute définition LCD ou plasma, notamment ceux de la gamme « Bravia » .
Dans un menu composé de bulles, l’utilisateur aura accès au contenu de la console, à savoir :
- les jeux installés sur la console comme : Espace de bienvenue qui nous apprend à se servir de la console de manière amusante ;
- le PlayStation Store ;
- le navigateur web ;
- une application Photo ;
- NEAR qui fonctionne comme une zone de rencontre entre joueurs et jeux ;
- Party qui est une application type chat vocal, qui permet de jouer en même temps avec ses amis ;
- Facebook, Skype, LiveTweet, Youtube, Flickr et Fourquare ;
- une application Musique ;
- une application Vidéo ;
- une application E-mail ;
- une application Cartes ;
- une application Trophées ;
- une application Messages (Messagerie de groupe).

En haut à droite, une bulle servant à indiquer le nombre de notifications s'affiche. L'application Gestionnaire de contenu permet de lier une connexion avec une PS3, un PC ou encore avec le stockage en ligne (nécessite un abonnement au PlayStation Plus. L'application Lecture à distance permet elle de contrôler une PS3 grâce au cross-controller.
En outre, cette interface est modifiable, il est possible de disposer ses icônes de la même manière que sur les appareils équipés de l’iOS et Android. Dix icônes peuvent être placées sur une seule page et cette page peut avoir un fond d'écran différent.
Une des innovations principales de LiveArea est de permettre la gestion du multitâche. On peut ainsi aisément passer d'une application à l'autre par le biais de « pages » représentant ces applications six pages peuvent être ouvertes. Ce multitâche n'est pas optimal, il ne fait que mettre « en pause » les applications (à la manière d'iOS sur iPhone) et on ne peut lancer plusieurs jeux en même temps. 